# Вільмомбль Спортс
«Вільмомбль Спортс» (фр. Villemomble Sports) — французький спортивний клуб з міста Вільмомбль (департамент Сена-Сен-Дені) у східному передмісті Парижа. Заснован у 1922 році. Клуб військового походження сьогодні є частиною мультиспортивного клубу з такою ж назвою, який включає різні спортивні секції. Доросла футбольна команда клубу грає у футбольній лізі Париж-Іль-де-Франс (Регіонал 1).